# Pilkalamm
Pilkalamm är en sjö i Ljusdals kommun i Hälsingland och ingår i Dalälvens huvudavrinningsområde. Sjön har en area på 0,0452 kvadratkilometer och ligger 502,2 meter över havet.

## Delavrinningsområde
Pilkalamm ingår i det delavrinningsområde (683078-144529) som SMHI kallar för Utloppet av Vassjön. Medelhöjden är 500 meter över havet och ytan är 11,36 kvadratkilometer. Det finns ett avrinningsområde uppströms, och räknas det in blir den ackumulerade arean 21,93 kvadratkilometer. Vassjöån som avvattnar avrinningsområdet har biflödesordning 3, vilket innebär att vattnet flödar genom totalt 3 vattendrag innan det når havet efter 431 kilometer. Avrinningsområdet består mestadels av skog (73 procent). Avrinningsområdet har 1,52 kvadratkilometer vattenytor vilket ger det en sjöprocent på 13,3 procent.